# دل شیدا (آلبوم)
دل شیدا نام آلبومی است با صدای شهرام ناظری در آواز اصفهان. نوازندگی این اثر بر عهدهٔ گروه اساتید بوده‌است و سرپرستی آن را فرامرز پایور بر عهده داشته‌است. این آلبوم که در سال ۱۳۷۲ ساخته شد حاصل آخرین همکاری شهرام ناظری و فرامرز پایور است.
با وجود آنکه پایور در این اثر مانند گذشته، خود بشخصه در ارکستر به نوازندگی نپرداخت ولی تکنوازی و جواب آوازش، از یک طرف و تنظیم قطعات از سوی دیگر، باعث شد که دل شیدا نیز شبیه دیگر کارهای او شود.

## هنرمندان
- اعضای گروه ارکستر:
  - حسن ناهید: نی
  - حسن منوچهری: عود
  - حسین فرهادپور: قیچک و ویولن
  - محمد مقدسی: ویولن
  - سعید ثابت: سنتور
  - هادی آزرم: ویولن
  - هادی منتظری: کمانچه

- - مهرداد دلنوازی: تار
  - سیامک رئوفی: ویولا
  - سیامک بنایی: تنبک
- اعضای گروه اساتید:
  - اصغر بهاری: کمانچه
  - جلیل شهناز: تار
  - محمد اسماعیلی: تنبک

اعضای گروه اساتید نیز در تکنوازی‌ها شرکت داشتند.

## توضیح جزئیات اثر
این موسیقی با پیش درآمدی در آواز بیات اصفهان (در راست کوک) از ساخته‌های فرامرز پایور، آغاز می‌شود. این قطعه که در ریتم شش هشتم سنگین نوشته شده‌است، با درآمد شروع شده و پس از اشارهٔ کوتاهی به گوشهٔ جامه‌دران، وارد بیات راجع می‌شود. این پیش درآمد پس از اجرای نسبتاً مفصلی در گوشهٔ عشاق، کم‌کم با پاساژی به درآمد فرود می‌آید و به اتمام می‌رسد.
پایور در این قطعه، تلاش کرده‌است تا حس غریبی را بیان کند و با دوران گذشتهٔ خود ارتباط برقرار کند و تجدید خاطرات گذشته را داشته باشد.

پس از پیش درآمد، بداهه نوازی درآمد اول بوسیلهٔ فرامرز پایور است. پس از کمی بداهه نوازی، ناظری درآمد آوازی را با تحریرهای خاص خود آغاز می‌کند و پس از آن با بیت 
| شب فراق که داند که تا سحر چند است |  | مگر کسی که به زندان عشق در بند است |

 از سعدی ادامه می‌دهد. پس از آن پایور، کرشمه را اجرا می‌کند. این بخش پس از اشاره‌ای به بیات راجع به درآمد فرود می‌آید. بداهه نوازی‌های پایور در این بخش بسیار هنرمندانه‌اند و جواب آوازهایش نیز بسیار حساب شده و دقیق هستند.
بعد از ساز و آواز، پایور به همراه تنبک محمد اسماعیلی، چهارمضراب را در اصفهان اجرا می‌کند. در این اثر سَرَک کشیدنهای پایور به گوشهٔ عشاق در لابه لای درآمد، کاملاً محسوس است. تنبک نوازی اسماعیلی نیز به گونه‌ای است که کمتر از ناحیه مرکزی تنبک استفاده کرده‌است.

گوشهٔ بیات راجع با کمانچهٔ اصغر بهاری آغاز می‌شود. این اثر آخرین نوازندگی بهاری به معنای واقعی و حرفه‌ای بوده‌است! وی با اینکه بعدها چند بار دیگر با گروه اساتید همکاری کرد، ولی به علت کهولت سن، هرگز نتوانست مهارت واقعی خود را در کمانچه نوازی همانند گذشته، عرضه کند. ناظری بیات راجع را با بیت 
| فراق یار که پیش تو برگ کاهی نیست |  | بیا و بر دل من بین که کوه الوند است |

 آغاز می‌کند و سپس کار خود را با تحریرهای چکشی بسیار قوی ادامه می‌دهد. استفاده از اکتاوهای صدایی مختلف، از امتیازات آوازی وی در این قسمت محسوب می‌شود. نکتهٔ قابل توجه دیگر اینکه، شعرهای انتخاب شده، کاملاً متناسب با حال و هوای گوشه‌های خاص خود هستند.
در بخش بعدی این آلبوم، یک تصنیف قدیمی با مقدمه‌ای از فرامرز پایور اجرا شده‌است. این تصنیف با شعر «باشد از لعل تو یک بوسه تمنای دلم» آغاز شده و با فرود به فاصلهٔ پنجم آواز بیات اصفهان (اوج)، شنونده را آمادهٔ شنیدن ضربی عشاق می‌کند.
ملودی این ضربی کوتاه، در اصل از استاد ابوالحسن صبا می‌باشد که خود آن را بر طبق ملودی‌های قدیمی ردیف ساخته بود و فرامرز پایور نیز آن را در وزن دو چهارم تند تدوین نموده‌است. گفتنی است که قطعه‌ای به نام «خوارزمی» که از کارهای خود پایور است، از نظر ملودی شباهت زیادی به این قطعه دارد.

پس از ضربی، ناظری تصنیف قدیمی دیگری را در گوشهٔ بیات راجع، اجرا می‌کند که با شعر 
| من ندانستم از اول که تو بی مهر و وفایی |  | عهد نابستن از آن به که ببندی و نپایی |

 آغاز شده و پس از پاساژی ارکستری، به درآمد اصفهان فرود می‌آید.
در قسمت بعدی، ارکستر مقدمهٔ عشاقی را از ساخته‌های فرامرز پایور می‌نوازد، تنظیم دوصدایی، سئوال و جواب بین سازهای کششی و مضرابی، استفادهٔ مناسب از سازهای سنتور، تار و عود و در کنار آن، تغییر ریتم در این قطعه، از ویژگی‌های این بخش است. البته اقتباس از بخش‌هایی از ملودی قطعه «رهگذر»، نیز در این مقدمه کاملاً مشهود است.
در قسمت بعدی، حسن منوچهری گوشهٔ بیات راجع را با عود می‌نوازد. تکنوازی کوتاه وی که با حالت ضربی عربی آغاز می‌شود، به تدریج حال و هوای ایرانی به خود می‌گیرد.

پس از آن، جلیل شهناز به اجرای گوشهٔ عشاق به وسیلهٔ تار می‌پردازد. شهناز، تارنوازی است که اغلب از جملات کوتاه، با سکوت‌های نسبتاً طولانی استفاده می‌کند. وی در چهارمضراب عشاقی که به همراه تنبک اسماعیلی اجرا می‌کند، برخلاف گذشته، کمتر از سکوت‌ها طولانی بین ملودی‌ها استفاده می‌کند و کل قطعه را بدون وقفه می‌نوازند و در بین آن، از پاساژهایی نیز بهره می‌برد. سپس ناظری، عشاق را با تحریر آغاز می‌کند و در ادامهٔ آن، بیت 
| مشنو ای دوست که غیر از تو مرا یاری هست |  | یا شب و روز به جز فکر تو ام کاری هست |

 می‌خواند. در ادامه، ناگهان چهارمضراب عشاق شهناز، دوباره با همان پایهٔ قبلی آغاز می‌شود و پس از پایان آن، ناظری اوج را با شعر 
| گر بگویند که مرا با تو سروکاری نیست |  | در و دیوار گواهی بدهد کاری هست |

 پی می‌گیرد.
در بخش بعدی این آلبوم، مقدمه‌ای حزن‌انگیز از پایور در گوشهٔ عشاق اجرا می‌شود که بلافاصله پس از آن تصنیف قدیمی عشاق، «سلسله موی دوست» که از ساخته‌های خانم اکرم الدوله است، خوانده می‌شود. پایور، این تصنیف را سال‌ها قبل از آن، به همراه خاطره پروانه و با شعر «آب حیات من است» اجرا کرده بود.

پس از پایان این تصنیف، قطعه به درآمد اصفهان فرود می‌آید و بلافاصله بعد از آن، ضربی شادی اجرا می‌شود که مقدمه‌ای است برای تصنیف قدیمی دیگری با مطلع 
| از غم عشقت دل شیدا شکست |  | شیشهٔ می‌در شب یلدا شکست |

. این تصنیف که منسوب به ظهیرالدوله است، پایان بخش آلبوم دل شیدا است.

### فهرست
این اثر که به دلیل قدیمی بودن بر روی نوار ارائه شده بود؛ دارای بخش‌های زیر است:

روی «الف» نوار:
- پیش درآمد اصفهان، ساختهٔ فرامرز پایور
- درآمد اصفهان، آواز همراه با سنتور
- چهار مضراب اصفهان، سنتور و تنبک
- بیات راجع، آواز به همراه کمانچه
- تصنیف قدیمی «باشد از لعل»
- تصنیف «من ندانستم»، تنظیم از پایور
- ضربی عشاق، ساختهٔ ابوالحسن صبا

روی «ب» نوار:
- مقدمهٔ عشاق اصفهان، ساختهٔ پایور
- بیات راجع: عود
- چهار مضراب عشاق، تار و تنبک
- عشاق، آواز همراه با تار
- تصنیف آب حیات و از غم عشق، تنظیم پایور
- اشعار از سعدی